# Waldrada de Lotaringia
Waldrada fue la amante, y luego la esposa disputada, de Lotario II de Lotaringia.

## Biografía
Según el historiador Baron Ernouf, Waldrada era de una noble familia galo-romana, hermana de Thietgaud, obispo de Tréveris y sobrina de Ghunter, arzobispo de Colonia. Sin embargo, según los Annales Novienses, era hermana de Gunthar. La Vita Sancti Deicoli afirma que Waldrada estaba relacionada con Eberhard III de Nordgau, de la familia de los Eticónidas.
En 855, el rey carolingio Lotario II se casó con Teutberga, una aristócrata carolingia, hija del bosónida Bosón el Viejo. El matrimonio fue arreglado por el padre de Lotario, Lotario I, por razones políticas. Es muy probable que Waldrada ya fuera la amante de Lotario II en este momento.
Teutberga no era capaz de tener hijos y el reinado de Lotario fue ocupado principalmente por sus esfuerzos por obtener una anulación de su matrimonio, y sus relaciones con sus tíos Carlos el Calvo y Luis el Germánico estuvieron influenciadas por su deseo de lograr apoyo para esta empresa. Lotario, cuyo deseo de anulación fue motivado por su afecto por Waldrada, rechazó a Teutberga, pero Hucbert tomó las armas en su nombre y, después de que ella se sometiera con éxito a la prueba del agua, Lotario se vio obligado a restaurarla en 858. Para su propósito, ganó el apoyo de su hermano, el emperador Luis II el Joven, mediante una cesión de tierras y obtuvo el consentimiento del clero local para la anulación y para su matrimonio con Waldrada, que se celebró en 862.
Con el apoyo de Carlos el Calvo y Luis el Germánico, Teutberga apeló la anulación del papa Nicolás I el Magno. Nicolás se negó a reconocer la anulación y excomulgó a Waldrada en 866, lo que obligó a Lotario a abandonar a Waldrada en favor de Teutberga.
Teutberga, sin embargo, o por inclinación o porque la obligaron, expresó ahora su deseo de divorciarse y Lotario marchó a Italia para obtener el consentimiento del nuevo papa, Adriano II. Dando una interpretación favorable a las palabras del papa, decidió emprender el viaje de regreso, cuando fue atacado por la fiebre y murió en Piacenza el 8 de agosto del 869.

## Descendencia
Waldrada y Lotario II tuvieron algunos hijos y probablemente tres hijas, todos declarados ilegítimos:
- Hugo (c. 855–895), duque de Alsacia (867–885);

- Berta (c. 863–925), quien se casó con Teobaldo de Arlés (c. 854–895), conde de Arlés, sobrino de Teutberga. Tuvieron dos hijos Hugo de Italia y Boso de Toscana. Después de la muerte de Teobaldo, entre 895 y 898 se casó con Adalberto II de Toscana (c. 875–915), tuvieron al menos tres hijos: Guido, que sucedió a su padre como conde y duque de Lucca y margrave de Toscana, Lamberto sucedió a su hermano en 929, pero perdió los títulos en 931 ante su medio hermano Boso, y Ermengarda.

- Gisela (c. 865–908), en 883 se casó con Godofredo de Frisia, quien fue asesinado en 885.

- Ermengarda (m. c. 900)

- Odo (m. c. 879)